# Новик, Сергей Геннадьевич
Сергей Геннадьевич Новик (бел. Сяргей Генадзевіч Новік; род. 10 мая 1993, Ждановичи, Минская область) — белорусский футболист, полузащитник.

## Карьера
С 2010 года выступал за дубль минского «Динамо». Сезон 2012 провел в аренде в «Берёзе-2010», где был игроком основы. В начале 2013 года был отдан в аренду мозырьской «Славии», в составе которой дебютировал в Высшей лиге. В августе 2013 года перебрался в новополоцкий «Нафтан», где выступал преимущественно за дубль, в основе сыграл только в одном матче.
В марте 2014 года стало игроком «Витебска». Пропустив начало сезона, позже стал игроком основы витебского клуба. В августе 2014 года, после прихода в клуб более опытных игроков, попал на скамейку и стал только выходить на замену. В октябре 2014 контракт с «Витебском» по обоюдному согласию был расторгнут.
В апреле 2015 года стал игроком клуба «Смолевичи-СТИ». Сыграв в девяти матчах Первой лиги, в июле покинул клуб.
В начале 2017 года присоединился к «Барановичам». По окончании сезона в декабре 2017 года покинул клуб. В феврале 2018 года подписал контракт с ЮАС, покинув его в феврале 2019 года.
В апреле 2019 года он перешел в «Андердог», а в августе того же года перешел в «Молодечно». В апреле 2020 года он вновь стал игроком «Барановичей». В апреле 2021 года покинул клуб и вскоре перешёл в «Островец». Поебдитель Второй Лиги.

## Достижения
«Островец»
- Победитель Второй лиги — 2021